# انگلیسی منچستری
انگلیسی منچستری که در انگلیسی به منکونی (Mancunian) یا منک (Manc) شناخته می‌شود، لهجه و گویش رایج در منچستر در شمال غربی انگلستان و برخی از مناطق اطراف آن است. این لهجه به عنوان «تو دماغی» و «خوش‌آوا» توصیف شده‌است و به عنوان جذاب‌ترین لهجه در انگلستان شناخته می‌شود. علاوه بر این ادعا شده‌است که منکونی یکی از مطلوب‌ترین و دوستانه‌ترین لهجه‌ها در بریتانیا است.
ادعا می‌شود که لهجه منک انگلیسی بریتانیایی ناخودآگاه نحوه صحبت مردم سایر مناطق انگلیسی‌زبان بریتانیا را از طریق فرهنگ عمومی بریتانیا در برنامه‌های تلویزیونی مانند خیابان کورونیشن و بعداً گروه‌های راک مانند اوئیسیز، نیو اوردر، هپی ماندیز، فال و استون روزز که همگی لهجه‌های منچستری مشخصی داشتند، تغییر داده‌است.

## واژگان
در اینجا برخی از برجسته‌ترین واژه‌ها، عبارات و گفته‌های گویشی منچستری آورده شده‌است. این‌ها توسط کل جمعیت استفاده نمی‌شوند:
- hanging – زننده، نفرت‌انگیز
- buzzing – خیلی شاد
- cock – اصطلاح دوستانه، مثل mate یا pal
- bobbins – آشغال، بی‌ارزش
- dead – نشانه تأکید (مثلاً «dead busy» و «dead friendly»)
- the dibble – پلیس
- gaff –یک محل سکونت، خانه یا آپارتمان
- ginnel – یک کوچه، به خصوص هنگام عبور از زیر یک ساختمان
- madferit – پر از شور و شوق
- mither – ناله کردن، آزار دادن، اذیت کردن
- muppet – نادان، احمق
- our kid – اصطلاح دوستانه برای خواهر یا برادر یا آشنای نزدیک
- safe – خوب بودن، همچنین به معنای «اوکی» و به عنوان «سلام» استفاده می‌شود
- sayin(g) – کوتاه‌شده «what are you saying»، که اکنون به عنوان سلام استفاده می‌شود
- sappnin(g) – کوتاه‌شده «what's happening»، که اکنون به عنوان سلام استفاده می‌شود
- scran – غذا (همچنین در لیورپول و گلاسکو و نیوکاسل استفاده می‌شود)
- scrote – به شخصی بی‌ارزش یا ناخوشایند اشاره دارد (مخفف scrotum (کیسه بیضه))
- snide – بدجنس، تنگ
- sorted – اوکی/موافق (Sorted out)
- sound – اوکی، قابل اعتماد